# Nicolás López (futebolista)
Nicolás Federico López Alonso, mais conhecido como Nicolás López, ou simplesmente Nico López (Montevidéu, 1 de outubro de 1993), é um futebolista uruguaio que atua como atacante. Atualmente joga pelo Nacional.

## Carreira
Nico López começou sua carreira no futebol na base do Montevideo Wanderers, mas foi originalmente rejeitado depois que ele foi considerado não ser fisicamente forte o suficiente para jogar profissionalmente. Depois disso, foi para a base do Nacional.
Em 24 de abril de 2011, depois de ser promovido pelo técnico Juan Ramón Carrasco, Nico fez sua estreia aos 17 anos em um jogo contra o Central Español, onde também marcou seu primeiro gol como profissional.

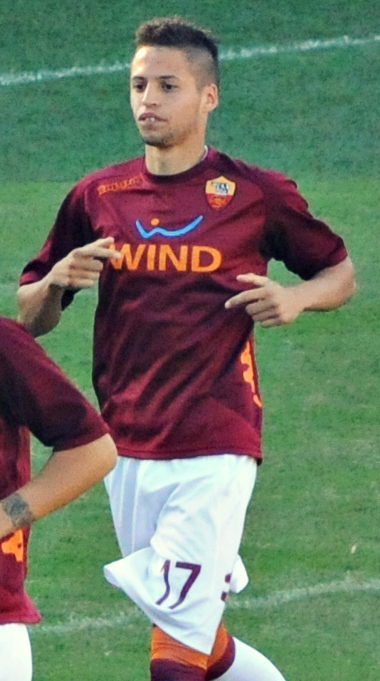
Nico López pela

Em agosto de 2011, Nico esteve envolvido em uma briga com o Nacional. Depois de vários desentendimentos com o clube, seu empresário pagou a multa rescisória junto ao Nacional e o levou para a Roma. Fez sua estreia na Serie A no dia 26 de agosto de 2012 logo marcando um gol contra o Catania nos últimos minutos de jogo, dando o empate a Roma.
Após ser comprado pela Udinese e ter jogado a temporada 2014–15 pelo Verona, foi emprestado ao Granada. Em janeiro de 2016, voltou ao seu clube de coração, o Nacional. Teve um início arrasador no Torneio Clausura, marcando 5 gols nos 5 primeiros jogos. Pela Copa Libertadores, marcou no empate em 1 a 1 contra o Rosário Central no Gigante de Arroyito e na vitória por 2 a 1 contra o Palmeiras, no Allianz Parque. Na abertura do returno do grupo, voltou a marcar contra o Palmeiras, dessa vez no Gran Parque Central.
No jogo de volta das oitavas de final da Libertadores, marcou o primeiro gol contra o Corinthians, na Arena Corinthians, jogo que classificou o Nacional as quartas de final após empate em 2 a 2.

### Internacional
No dia 19 de julho de 2016, foi anunciado como novo reforço do Internacional, o clube gaúcho pagou cerca de 11 milhões de dólares ou cerca de 35,8 milhões de reais para contratar o jogador com contrato de quatro anos.
Marcou seu primeiro gol com a camisa do Internacional em um jogo contra o Fortaleza, pela Copa do Brasil, na vitória por 3–0. Em sua primeira temporada, sofreu com algumas lesões, fazendo apenas 14 jogos e 1 gol, não conseguindo evitar o inédito rebaixamento do Internacional.
Em 2017, foi um dos destaques do time, e o vice-goleador na Série B, com nove tentos, um a menos que William Pottker. Em 16 de setembro, marcou o gol que fechou a vitória do Internacional sobre o Figueirense por 3–0, chegando a 14 gols no ano e ultrapassando Brenner, então no Botafogo, que tinha 13 gols. Na última rodada, marcou os dois gols da vitória por 2–0 sobre o Guarani, chegando a 17 gols e finalizando a temporada como artilheiro do Internacional, além do acesso para a Série A de 2018, após o vice-campeonato na Série B.
Marcou seu primeiro gol na temporada 2018 no dia 21 de janeiro, na vitória por 3–0 sobre o Novo Hamburgo, em partida válida pela segunda rodada do Gauchão. Em 21 de março, marcou seu primeiro gol num Grenal na vitória por 2–0, na partida de volta das quartas de final do Gauchão, mas o Inter acabou eliminado no placar agregado.
Na estreia do Internacional no Campeonato Brasileiro, marcou os dois gols da vitória sobre o Bahia por 2–0. Novamente terminou a temporada como artilheiro do Internacional, com 14 gols, sendo 11 somente no Campeonato Brasileiro, onde também foi o artilheiro máximo da equipe.
Já em 2019, Nico tem 6 jogos e 3 gols marcados no gauchão. Em um jogo contra o Juventude, válido pela 6ª rodada do Gauchão, Nico fez um belo gol após excelente passe de Edenílson, e logo após foi expulso após se envolver em uma confusão, após julgamento, recebeu dois jogos de suspensão.
Na Copa Libertadores da América de 2019, Nico fez 2 gols e garantiu a vitória de 2x0 sobre o Club Alianza Lima válida pela segunda rodada da fase de grupos. No jogo seguinte, contra o Club Atlético River Plate, tornou-se o maior artilheiro do novo Estádio Beira-Rio, com 23 gols, ao lado de Andrés D'Alessandro.

### Tigres
Após o final do Campeonato Brasileiro de 2019, Nico López se transferiu ao Tigres UANL, do México.

## Seleção Uruguaia
Disputou o Sul-Americano Sub-20 de 2013, onde foi artilheiro do campeonato com seis gols, e a Copa do Mundo FIFA Sub-20 de 2013, conquistando o segundo lugar ao perder para a França. Também recebeu a Bola de Prata como o segundo melhor jogador do torneio, perdendo apenas para o francês Paul Pogba.

## Estatísticas
Atualizado até 27 de dezembro de 2022.

### Clubes
| Equipe        | Temporada | Campeonato nacional | Campeonato nacional | Copa nacional | Copa nacional | Competições continentais[b] | Competições continentais[b] | Outros torneios[c] | Outros torneios[c] | Total | Total |
| Equipe        | Temporada | Jogos               | Gols                | Jogos         | Gols          | Jogos                       | Gols                        | Jogos              | Gols               | Jogos | Gols  |
| ------------- | --------- | ------------------- | ------------------- | ------------- | ------------- | --------------------------- | --------------------------- | ------------------ | ------------------ | ----- | ----- |
| Nacional      | 2010–11   | 4                   | 3                   | –             | –             | –                           | –                           | –                  | –                  | 4     | 3     |
| Nacional      | 2011–12   | 2                   | 0                   | –             | –             | –                           | –                           | –                  | –                  | 2     | 0     |
| Nacional      | Total     | 6                   | 3                   | –             | –             | –                           | –                           | –                  | –                  | 6     | 3     |
| Roma          | 2012–13   | 6                   | 1                   | 1             | 0             | –                           | –                           | –                  | –                  | 7     | 1     |
| Roma          | Total     | 6                   | 1                   | 1             | 0             | –                           | –                           | –                  | –                  | 7     | 1     |
| Udinese       | 2013–14   | 21                  | 2                   | 4             | 1             | 1                           | 0                           | –                  | –                  | 26    | 3     |
| Udinese       | 2014–15   | –                   | –                   | 1             | 0             | –                           | –                           | –                  | –                  | 1     | 0     |
| Udinese       | Total     | 21                  | 2                   | 5             | 1             | 1                           | 0                           | –                  | –                  | 27    | 3     |
| Hellas Verona | 2014–15   | 24                  | 5                   | 2             | 0             | –                           | –                           | –                  | –                  | 26    | 5     |
| Hellas Verona | Total     | 24                  | 5                   | 2             | 0             | –                           | –                           | –                  | –                  | 26    | 5     |
| Granada       | 2015–16   | 8                   | 0                   | 2             | 0             | –                           | –                           | –                  | –                  | 10    | 0     |
| Granada       | Total     | 8                   | 0                   | 2             | 0             | –                           | –                           | –                  | –                  | 10    | 0     |
| Nacional      | 2015–16   | 12                  | 7                   | –             | –             | 9                           | 4                           | –                  | –                  | 21    | 11    |
| Nacional      | Total     | 12                  | 7                   | –             | –             | 9                           | 4                           | –                  | –                  | 21    | 11    |
| Internacional | 2016      | 12                  | 0                   | 2             | 1             | –                           | –                           | –                  | –                  | 14    | 1     |
| Internacional | 2017      | 32                  | 9                   | 5             | 2             | –                           | –                           | 16                 | 6                  | 53    | 17    |
| Internacional | 2018      | 35                  | 11                  | 4             | 0             | –                           | –                           | 11                 | 3                  | 50    | 14    |
| Internacional | 2019      | 25                  | 1                   | 8             | 1             | 9                           | 3                           | 8                  | 3                  | 50    | 8     |
| Internacional | Total     | 104                 | 21                  | 19            | 4             | 9                           | 3                           | 35                 | 12                 | 167   | 40    |
| Tigres UANL   | 2019–20   | 4                   | 0                   | 0             | 0             | 4                           | 0                           | 0                  | 0                  | 8     | 0     |
| Tigres UANL   | 2020–21   | 24                  | 12                  | 0             | 0             | 0                           | 0                           | 1                  | 0                  | 25    | 12    |
| Tigres UANL   | 2021–22   | 32                  | 11                  | 0             | 0             | 0                           | 0                           | 0                  | 0                  | 32    | 11    |
| Tigres UANL   | 2022–23   | 10                  | 1                   | 4             | 0             | 0                           | 0                           | 0                  | 0                  | 14    | 1     |
| Tigres UANL   | Total     | 70                  | 24                  | 4             | 0             | 4                           | 0                           | 1                  | 0                  | 79    | 24    |

- b. ^ Jogos da Liga Europa e Copa Libertadores da América
- c. ^ Jogos da Primeira Liga do Brasil, Campeonato Gaúcho e Recopa Gaúcha

### Seleção Uruguaia
Expanda a caixa de informações para conferir todos os jogos deste jogador, pela sua seleção nacional.
Sub-20
|     | Data                   | Local                                    | Resultado | Adversário    | Gol(s) | Competição                |
| --- | ---------------------- | ---------------------------------------- | --------- | ------------- | ------ | ------------------------- |
| 1.  | 10 de janeiro de 2013  | Estádio del Bicentenario, San Juan       | 3–3       | Peru          | 1      | Sul-Americano Sub-20 2013 |
| 2.  | 12 de janeiro de 2013  | Estádio del Bicentenario, San Juan       | 3–2       | Brasil        | 1      | Sul-Americano Sub-20 2013 |
| 3.  | 14 de janeiro de 2013  | Estádio del Bicentenario, San Juan       | 2–2       | Equador       | 1      | Sul-Americano Sub-20 2013 |
| 4.  | 18 de janeiro de 2013  | Estádio del Bicentenario, San Juan       | 2–2       | Venezuela     | 1      | Sul-Americano Sub-20 2013 |
| 5.  | 20 de janeiro de 2013  | Estádio Malvinas Argentinas, Mendoza     | 3–1       | Peru          | 1      | Sul-Americano Sub-20 2013 |
| 6.  | 23 de janeiro de 2013  | Estádio Malvinas Argentinas, Mendoza     | 0–1       | Colômbia      | 0      | Sul-Americano Sub-20 2013 |
| 7.  | 27 de janeiro de 2013  | Estádio Malvinas Argentinas, Mendoza     | 1–0       | Chile         | 0      | Sul-Americano Sub-20 2013 |
| 8.  | 30 de janeiro de 2013  | Estádio Malvinas Argentinas, Mendoza     | 0–1       | Paraguai      | 0      | Sul-Americano Sub-20 2013 |
| 9.  | 3 de fevereiro de 2013 | Estádio Malvinas Argentinas, Mendoza     | 1–0       | Equador       | 1      | Sul-Americano Sub-20 2013 |
| 10. | 23 de junho de 2013    | Estádio Bursa Atatürk, Bursa             | 0–1       | Croácia       | 0      | Copa do Mundo Sub-20 2013 |
| 11. | 26 de junho de 2013    | Estádio Bursa Atatürk, Bursa             | 2–0       | Nova Zelândia | 1      | Copa do Mundo Sub-20 2013 |
| 12. | 29 de junho de 2013    | Estádio da Universidade Akdeniz, Antália | 4–0       | Uzbequistão   | 1      | Copa do Mundo Sub-20 2013 |
| 13. | 2 de julho de 2013     | Ali Sami Yen Arena, Istambul             | 2–1       | Nigéria       | 2      | Copa do Mundo Sub-20 2013 |
| 14. | 6 de julho de 2013     | Estádio Bursa Atatürk, Bursa             | 1–0       | Espanha       | 0      | Copa do Mundo Sub-20 2013 |
| 15. | 10 de julho de 2013    | Estádio Hüseyin Avni Aker, Trebizonda    | 1–1       | Iraque        | 0      | Copa do Mundo Sub-20 2013 |
| 16. | 13 de julho de 2013    | Ali Sami Yen Arena, Istambul             | 0–0       | França        | 0      | Copa do Mundo Sub-20 2013 |

## Títulos
Nacional
- Campeonato Uruguaio: 2010–11
- Supercopa Uruguaya: 2025

Internacional
- Recopa Gaúcha: 2017

Tigres UANL
- Liga dos Campeões da CONCACAF:  2020
- Campeonato Mexicano: 2023 (Clausura)

### Prêmios individuais
- Artilheiro do Sul-Americano Sub-20 de 2013 (6 gols)
- Bola de Prata da Copa do Mundo Sub-20: 2013
- Seleção do Campeonato Gaúcho: 2017,[24] 2019
- Melhor jogador do Campeonato Gaúcho: 2019